# Podrečany
Podrečany (allemand : Podretschan,  hongrois : Patakalja) est un village de Slovaquie situé dans la région de Banská Bystrica.

## Histoire
La première mention écrite du village date de 1393.

## Démographie

### Évolution de la population
| Année:               | 1994. | 2004.   | 2014.   | 2024.    |
| -------------------- | ----- | ------- | ------- | -------- |
| Nombre de personnes: | 563   | 599     | 565     | 508      |
| Différence:          |       | +6,39 % | -5,67 % | -10,08 % |

| Année:               | 2023. | 2024.   |
| -------------------- | ----- | ------- |
| Nombre de personnes: | 519   | 508     |
| Différence:          |       | -2,11 % |